# Tina Madsen
Tina Madsen es una deportista neerlandesa que compitió en ciclismo en la modalidad de BMX. Ganó una medalla de plata en el Campeonato Europeo de Ciclismo BMX de 1996.

## Palmarés internacional
| Campeonato Europeo | Campeonato Europeo | Campeonato Europeo | Campeonato Europeo |
| Año                | Lugar              | Medalla            | Competición        |
| ------------------ | ------------------ | ------------------ | ------------------ |
| 1996               | Ginebra (Suiza)    | Medalla de plata   | Carrera            |